# Pancho Villa
José Doroteo Arango Arámbula (San Juan del Río, Durango, 5 de junio de 1878-Hidalgo del Parral, Chihuahua, 20 de julio de 1923), conocido por su seudónimo Francisco Villa o por su hipocorístico Pancho Villa, fue un militar mexicano que se destacó como uno de los principales jefes de la Revolución mexicana reconocido como un icono popular de la cultura de México, cuya actuación militar fue decisiva para la derrota del régimen dictatorial de Victoriano Huerta. Durante la revolución fue conocido como El Centauro del Norte.  En México, Villa es considerado generalmente como un héroe de la Revolución mexicana que se atrevió a enfrentarse a los Estados Unidos. El gobierno Mexicano declaró el año 2023 como el Año de Pancho Villa. 
Comandante de la División del Norte, fue caudillo en el estado norteño de Chihuahua, el cual, dado su tamaño, riqueza mineral y también la proximidad a los Estados Unidos de América, le proporcionó cuantiosos recursos. Villa fue gobernador provisional de Chihuahua entre 1913 y 1914. El dominio de Villa al norte de México terminó en 1915, a través de una serie de derrotas que sufrió en León, Guanajuato batallas reportadas desde Celaya y Agua Prieta (Sonora) a manos de los generales Benjamin Hill, Álvaro Obregón y Plutarco Elías Calles respectivamente. 
Villa y sus seguidores, conocidos como villistas, expropiaron las tierras de los hacendados para distribuirlas a los campesinos y soldados. Se apoderó de trenes y, como varios generales revolucionarios, usó dinero fiduciario impreso para pagar por su causa.

## Biografía
Entre las versiones acerca del origen de Pancho Villa se encuentran: 
Doroteo Arango se encontraba fugitivo de la ley por un hecho que aconteció en 1894. Uno de los hijos de Laureano López Negrete, propietario de la Hacienda Sombreretillo donde trabajaba, violó a su hermana mayor. En represalia, Doroteo tomó un revólver y disparó contra el terrateniente, fugándose a las montañas, donde pasó la mayor parte de su tiempo hasta 1910, sobreviviendo primero solo, para luego ser rescatado por una pandilla de bandidos encabezada por un hombre llamado Francisco Villa, quien lo recogió y lo alimentó. Al no tener a dónde ir, Arango empezó a operar con esta pandilla asaltando pueblos y delinquiendo en otras áreas. Por su lealtad se ganó la confianza del jefe de la banda. En una ocasión Francisco Villa (jefe de la banda) sufrió una herida de bala, por lo que, agonizando, nombró a Arango como jefe de la pandilla de bandidos. Fue entonces cuando Arango cambió su nombre a «Francisco Villa», a petición de la banda que ahora él encabezaría. Continuaron realizando actos de vandalismo, regresando a la hacienda donde Arango había matado a Agustín López Negrete, donde el cuñado del fallecido lo buscaba para matarlo. Doroteo Arango (ahora bajo el nombre de Francisco Villa) acabó con la vida de su rival y los hombres de este, empezando a seguir una causa en defensa de la clase popular que era fuertemente explotada, al punto de comparación con la esclavitud.
- Otra cuenta que su verdadero padre en realidad fue Luis Ferman Gurrola, pues su madre había sido su sirvienta y al no reconocer aquel a su hijo, fue bautizado por Agustín Arango, quien era hijo natural de don Jesús Villa, abuelo paterno del muchacho, siendo de él de quien adoptó su apellido, llamándose Francisco Villa.[12][13]
- Y por último existe otra versión que cuenta que una mujer de apellido Arango tuvo amoríos con Jesús Villa, que había pasado de residir en San Gabriel, Jalisco, a San Juan del Río en el estado de Durango, y que de ellos nació Agustín Arango. Aunque este se debió haber llamado Agustín Villa Arango, se desconocen las causas de por qué Jesús Villa no dio nombre a su hijo y de por qué este recibió el apellido de su madre. Agustín Arango contrajo matrimonio con Micaela Arámbula y de ellos nace Doroteo Arango. Finalmente, Doroteo Arango retoma el que su padre le contaba era su apellido legítimo para así hacerse llamar Francisco Villa como medida para ocultar su identidad.[13][12]

El accionar revolucionario de Villa se dio durante sus primeros años principalmente en el estado de Chihuahua, en el norte de México, donde su ideal consistió en frenar el abuso que ejercían los hacendados sobre los campesinos y en derrocar a los grupos establecidos en el poder público.

### Bandidaje
Hubo un período en que Villa practicó el bandidaje y Se unió al grupo de bandoleros dirigido por Ignacio Parra, operó con ellos hasta que José Solís, miembro de la banda, asesinó a un anciano; entonces Villa se desligó del grupo y trabajó en la mina de El Verde y como albañil en la ciudad de Chihuahua. La policía reanudó su persecución, por lo que Villa volvió a la sierra como cuatrero.

### Entrada a la Revolución

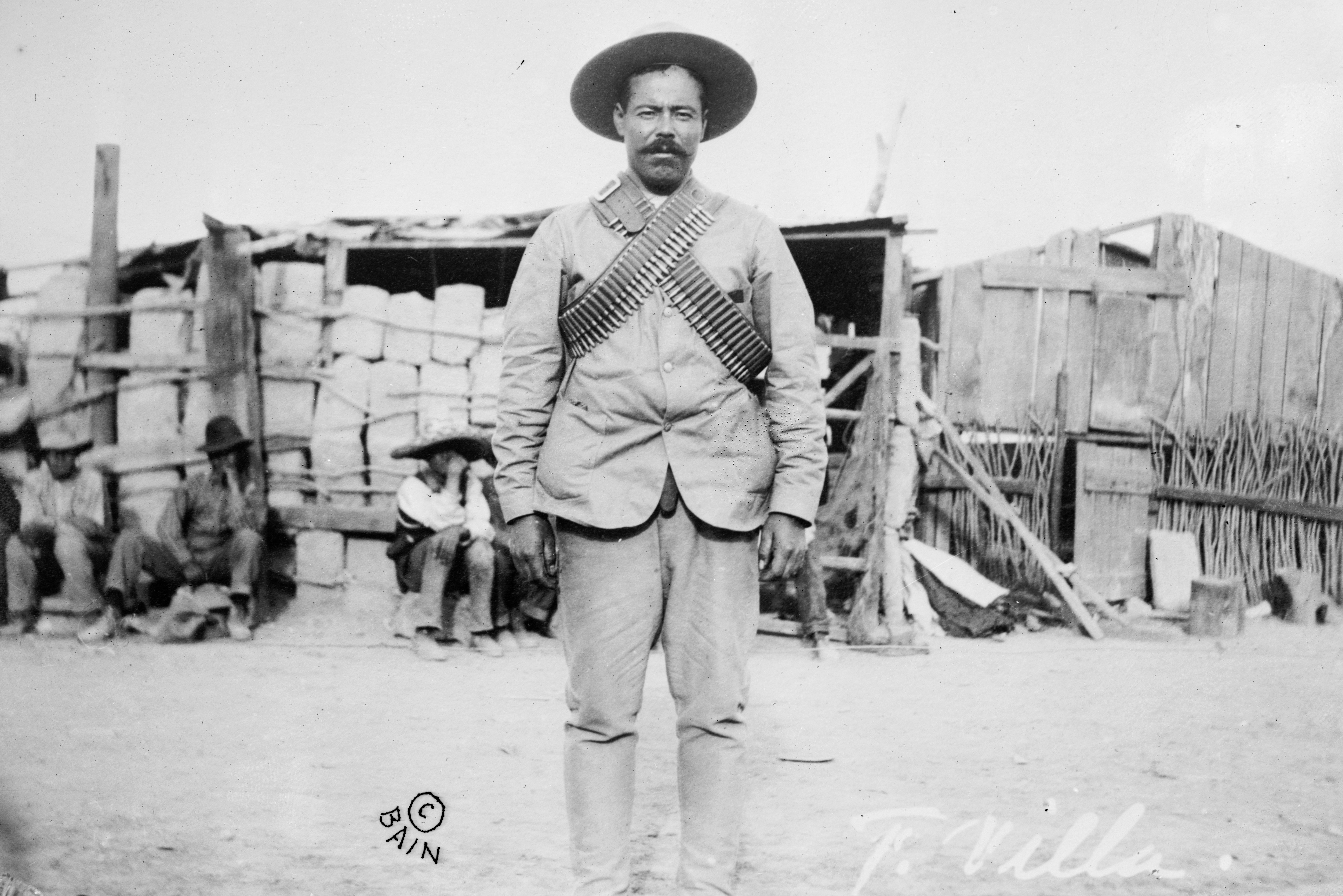
Pancho Villa ataviado con bandoleras.

En 1910 se unió al movimiento maderista, primero a través de su compadre Eleuterio Soto, y después mediante Abraham González, con quien tenía vínculos comerciales. En ese entonces Pancho Villa era nada más un cuatrero, un bandido social que robaba al rico para darlo a los pobres; sin embargo, al conocer a Abraham González, representante político de Francisco I. Madero en Chihuahua, recibió de este la educación básica que le hizo abrir los ojos al mundo político y cambiar su visión sobre su propia vida y su relación con los que estaban en el poder. El 17 de noviembre de 1910 atacó la Hacienda de Cavaría; desde ese mismo día se dedicó a reclutar gente para sus tropas. Combatió a las fuerzas del coronel Aureliano Blanquet en febrero de 1911.
En la lucha armada maderista se distinguió por su audacia y organización. La revolución maderista comenzó a revelar el ingenio militar y la capacidad estratégica de Pancho Villa. En El Tecolote, engañó a las fuerzas del general Navarro poniendo sombreros sobre estacas para simular un contingente mayor, obligando al general Navarro a la retirada.

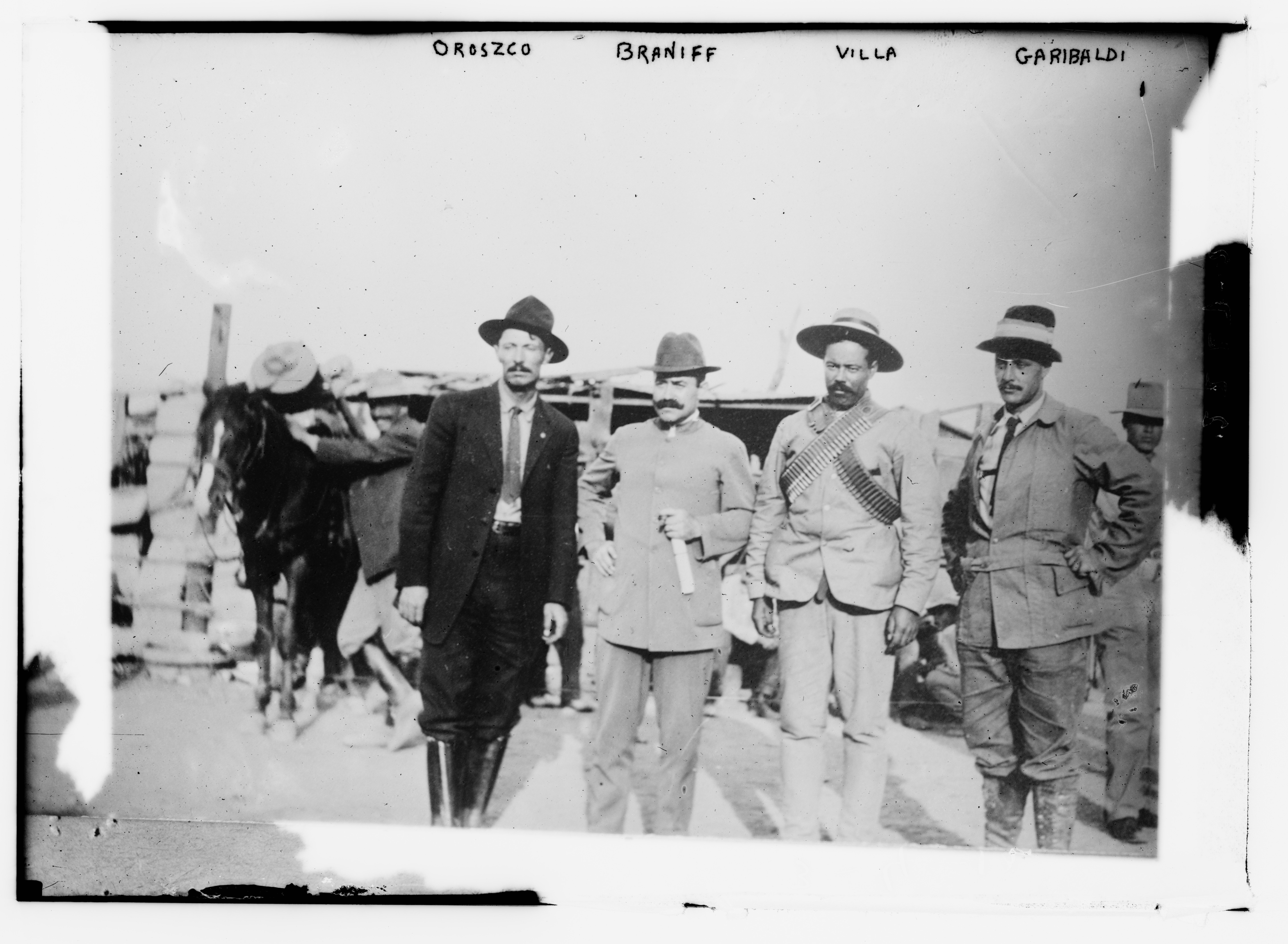
El general Pascual Orozco y los coroneles Oscar Braniff, Pancho Villa y Peppino Garibaldi, fotografiados el 10 de mayo de 1911, después de tomar la ciudad de Juárez, durante la Revolución Mexicana.

Sobresalió como jefe de las batallas de San Andrés, Santa Isabel, Ciudad Camargo, Las Escobas y Estación Bauche, contra el general federal Manuel García Pueblita. Además, participó en el mayor triunfo al lado de Pascual Orozco: la batalla de Ciudad Juárez contra el general Juan N. Navarro, a quien intentó fusilar incluso en contra de Francisco I. Madero. Después de tomar Torreón por unos momentos, Villa se hace de los primeros trenes de sus fuerzas, que después servirían para transportar grandes contingentes de la División del Norte.

#### Primera etapa

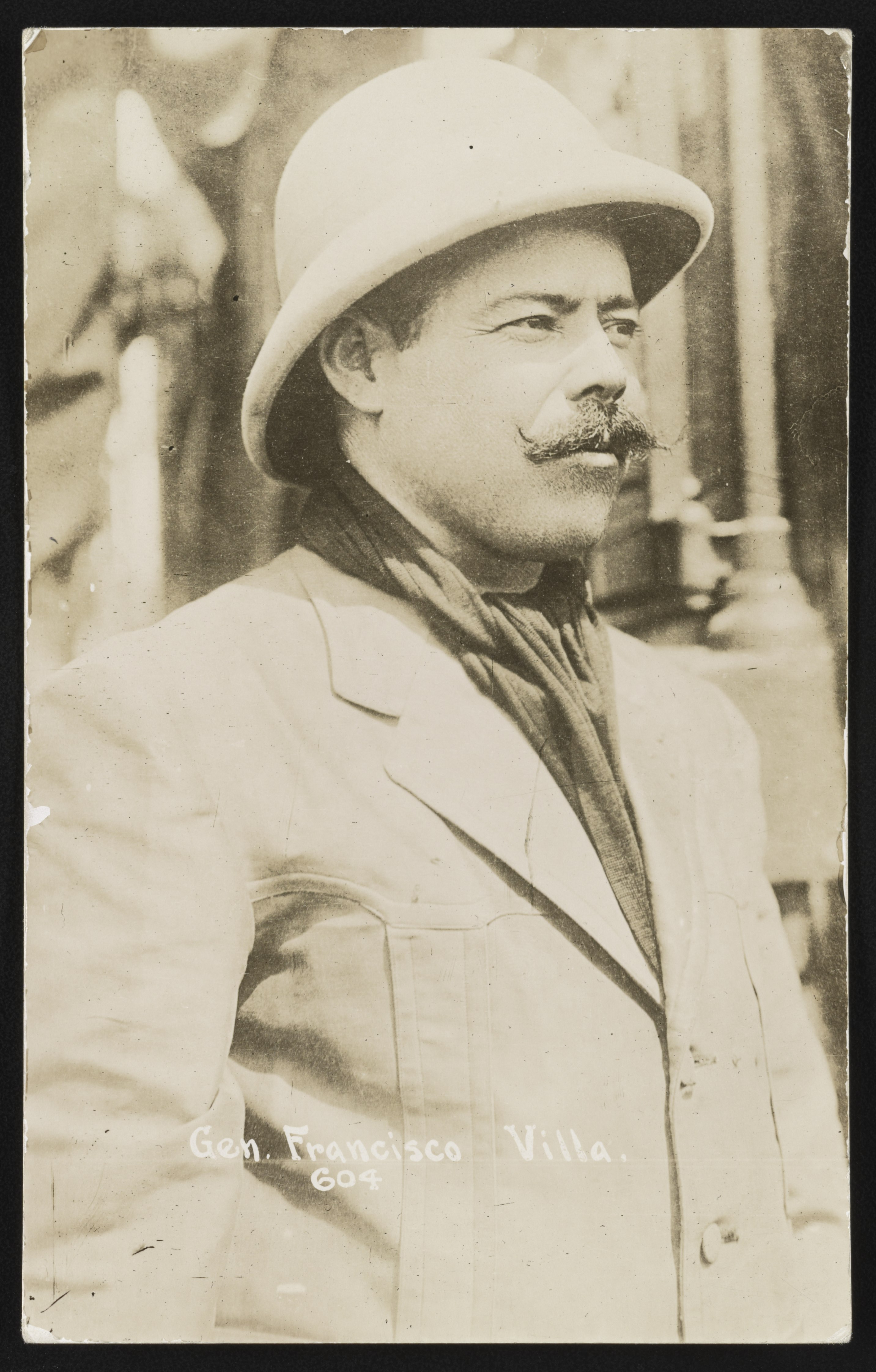
General Francisco Villa Revolucionario mexicano que lideró, junto con Emiliano Zapata, el sector agrarista en la Revolución mexicana. Dedicado al bandolerismo, gozaba de admiración y popularidad entre los campesinos por sus acciones contra los hacendados ricos.

Después de intentar tomar Chihuahua y no poder hacerlo, logró su primera victoria: la toma de Ciudad Juárez. A finales de 1910, dio muestras de su lealtad a Francisco I. Madero, al rechazar la invitación de Pascual Orozco para rebelarse. Más aún, retomó las armas para defender al gobierno maderista. Combatió en Chihuahua y Durango, y en Torreón se incorporó a las filas de la División del Norte Federal, que comandaba Victoriano Huerta. A su lado participó en las batallas de Tlahualilo, Sierra de Banderas, Conejos y Rellano. Por su actuación militar fue ascendido a general brigadier honorario, después de que se adhirió al Plan de Guadalupe, formando parte de su ejército cabecillas como Tomás Urbina, Rosalío Hernández, Toribio Ortega Ramírez, Manuel Chao. Victoriano Huerta, receloso de su brillantez a pesar de no ser militar de carrera y molesto por su independencia, con el pretexto del supuesto robo de una yegua, lo procesó por insubordinación y ordenó su fusilamiento. Madero le salvó la vida mediante la intervención de su hermano Raúl y del coronel Guillermo Rubio Navarrete. Como alternativa, fue enviado a la Ciudad de México y encarcelado primero en la Penitenciaria de Lecumberri y después en Santiago Tlatelolco.

#### Fuga de prisión
En su estancia en prisión conoció a Bernardo Reyes y a Gildardo Magaña Cerda, quien le instruyó y ayudó en el desarrollo de su educación y le puso al tanto de los propósitos e ideales del agrarismo. A finales de 1912, Pancho Villa logró fugarse de prisión con la ayuda de Carlos Jáuregui, escribiente del juzgado de la cárcel. Tomó rumbo hacia Guadalajara y Manzanillo y logró llegar a El Paso, Texas. En el camino, el gobernador de Sonora José María Maytorena le ayudó con dinero para proseguir su fuga. Ante los asesinatos de Francisco I. Madero, Gustavo Adolfo Madero y Abraham González en febrero y marzo de 1913, decidió retomar las armas contra el gobierno de Victoriano Huerta ante los llamados de los líderes militares del norte, encabezados por el gobernador de Coahuila, Venustiano Carranza, que llamaban a levantarse contra el usurpador. Ayudado una vez más por José María Maytorena, cruzó la frontera y se internó en Chihuahua. Con una fuerza de escasos nueve hombres inició su participación en el movimiento constitucionalista.

#### Segunda etapa

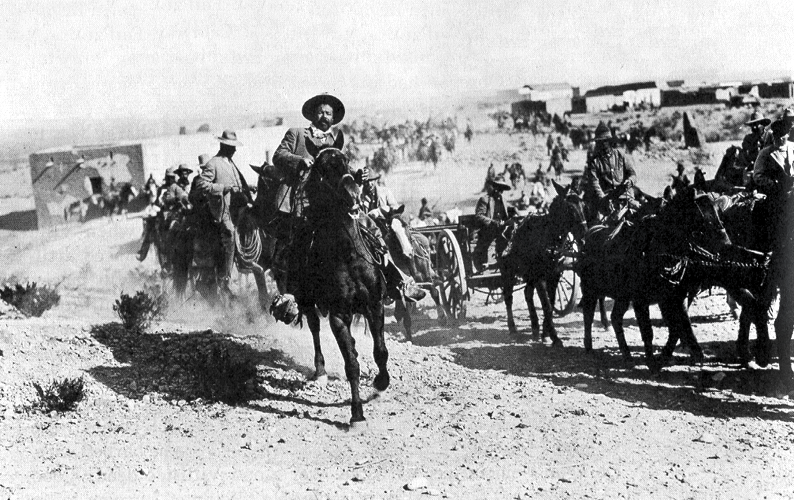
El general Pancho Villa a la entrada de Ojinaga.

La noche del 15 de noviembre de 1913, mientras los soldados y oficiales federales dormían en los cuarteles o descansaban en las casas de juego, una señal diminuta anunciaba el asalto de las tropas villistas que tomaban el cuartel, la jefatura de armas, los puentes internacionales, el hipódromo y las casas de juego. Por lo acontecido se reunió con Raúl Madero, hermano del presidente asesinado, en la Hacienda de Bustillos, donde había recibido el grado de coronel.
Atacó Casas Grandes y Ciudad Juárez en el estado de Chihuahua, en noviembre de 1913, en septiembre se constituyó la famosa División del Norte del Ejército Constitucionalista, en la que figuraron Toribio Ortega Ramírez, Felipe Ángeles, Rodolfo Fierro, Juan Medina, Maclovio Herrera, Tomás Urbina, Manuel Chao, Rosalío Hernández; entre otros, y de la que Pancho Villa fue nombrado general en jefe. El 10 de enero de 1914 tomó la ciudad de Ojinaga, quedando de esta manera con el control de la zona del noroeste del estado. El 22 de febrero de 1914, antes de la batalla de Torreón, Villa realizó un homenaje a los primeros mártires de la Revolución, es decir Francisco Ignacio Madero, José María Pino Suárez, Abraham González Casavantes, Gustavo Adolfo Madero, Adolfo Bassó, Belisario Domínguez y Aquiles Serdán.

### Villa como gobernador

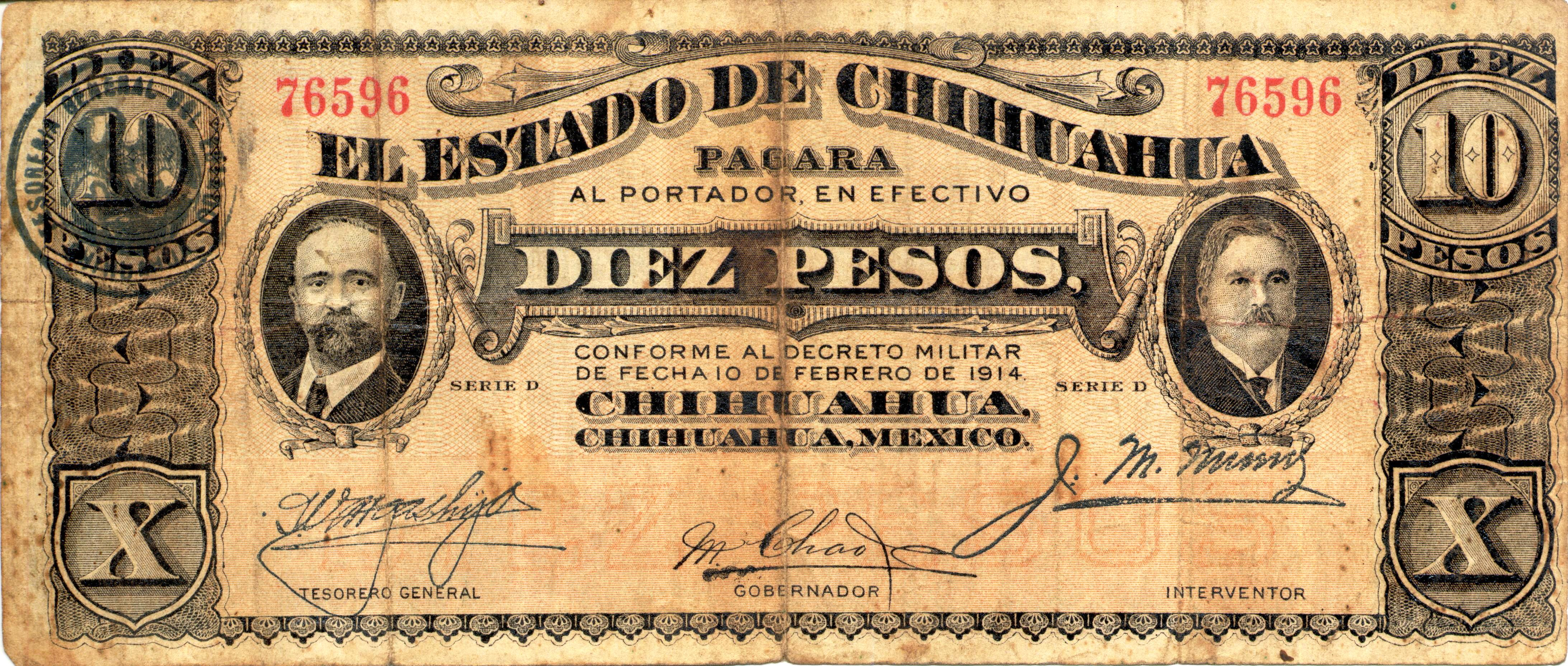
Billete de 10 pesos emitido en Chihuahua en 1914 conocido como «dos caritas» con los retratos de Francisco I. Madero y Abraham González.

Por muy poco tiempo fue nombrado gobernador provisional de Chihuahua, aunque ejerció el poder por un periodo mayor pues dictaba órdenes al gobernador Manuel Chao, quien había sido nombrado por Venustiano Carranza.
Como gobernante Villa mandó imprimir diversos billetes, como los «dos caritas» y las «sábanas»; embargó tiendas y sustituyó a los comerciantes venales por administradores honorables, llenó el mercado de reses de las haciendas en las que intervenía; abarató los precios del maíz, frijol y carne; asumió funciones federales en materia de telégrafos y ferrocarriles; expulsó del estado a muchos españoles, acusados de que habían ayudado a Victoriano Huerta; reabrió el Instituto Científico y Literario,  decretó el establecimiento del banco del estado y fundó más de cincuenta escuelas. En sus ratos libres él mismo asistía a clases y aprendía a leer y escribir.[cita requerida] Las medidas que Villa tomó como gobernador tuvieron un gran impacto en el estado de Chihuahua ya que beneficiaron a los pobres y a los desempleados.

#### Tercera etapa

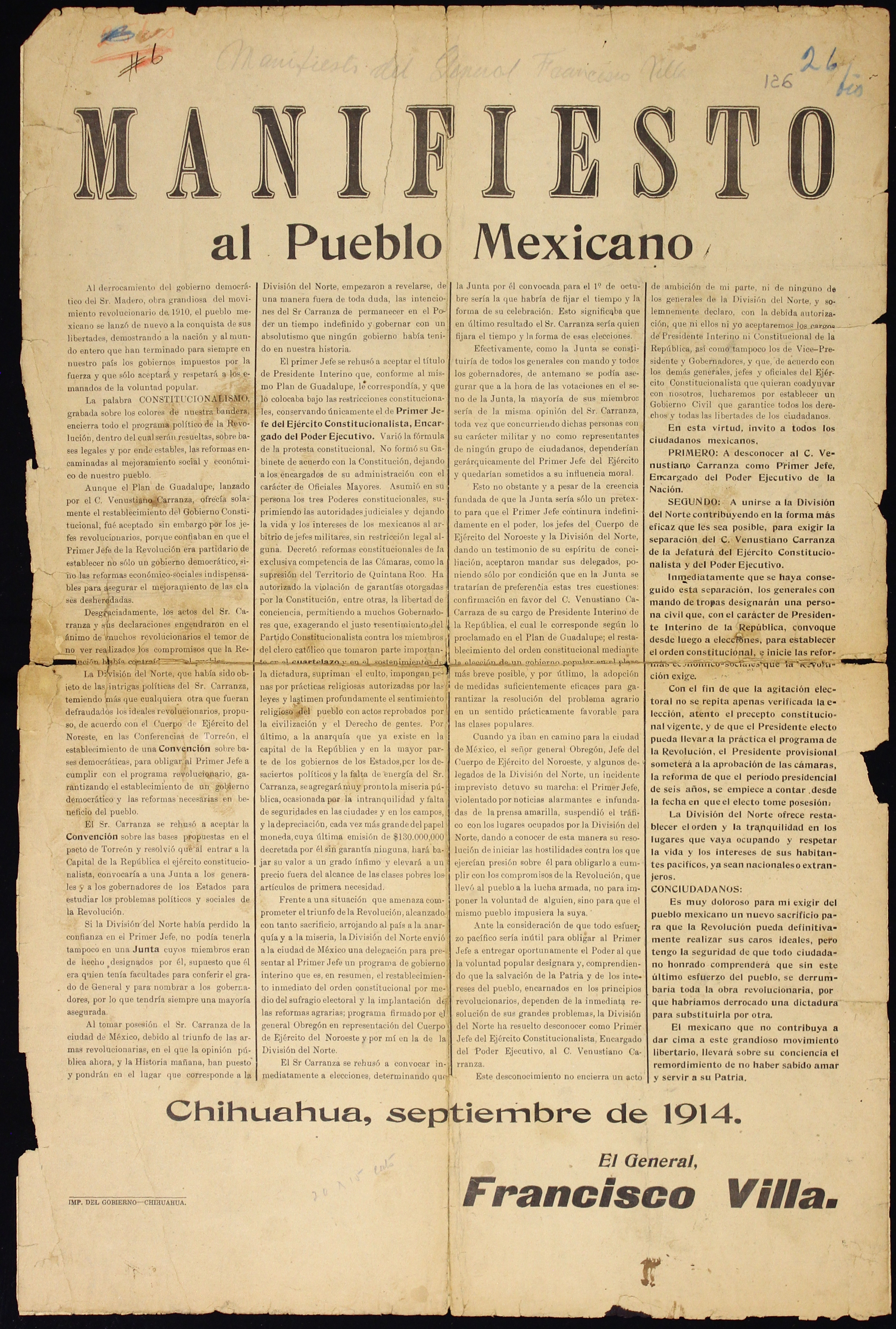
Manifiesto al Pueblo Mexicano por el general Francisco Villa, Chihuahua, septiembre de 1914

El 23 de junio, desobedeciendo las órdenes del primer jefe desplazó a la división del norte, en la batalla de Zacatecas, derrotando al general federal Luis Medina Barrón.
Las discrepancias tuvieron un receso temporal con el pacto de Torreón, del 8 de julio de 1914, celebrado entre la División del Norte y el Cuerpo del Ejército del Noreste. A Pancho Villa lo representaron Miguel Silva, Manuel Bonilla y José Isabel Robles; A Pablo González Garza: Antonio I. Villarreal, Cesáreo L. Castro y Luis Caballero. Se acordó que Villa presentaría disculpas a Venustiano Carranza, quien seguiría como primer jefe; a Pancho Villa se le otorgaría el grado de general de división, aunque independientemente de Álvaro Obregón y Pablo González Garza. Villa reconoció a Venustiano Carranza, pero le impuso limitantes, como asumir la presidencia interina y convocar a una Convención de generales y gobernadores revolucionarios para señalar la celebración de elecciones y formular un programa de gobierno.
Los acuerdos no fueron aceptados en su totalidad por ninguna de las dos partes. Los ejércitos revolucionarios derrotaron a Huerta, quien firma su carta de renuncia el 15 de julio de 1914. Huerta salió hacia puerto México escoltado por el general Aureliano Blanquet, quien después fue ejecutado por los carrancistas, y seiscientos soldados para embarcarse al exilió; un día después moriría enfermo el general Toribio Ortega. A pesar de la victoria, Villa estaba molesto con Venustiano Carranza, quien lo despreciaba por su reputación de bandolero, ya que nunca le concedió a la División del Norte el grado de Ejército ni a Villa el grado de general de división.
El general Álvaro Obregón ocupó la capital en agosto de 1914 luego de haberse firmado los Tratados de Teoloyucan en los que el Ejército Federal huertista fue disuelto. Obregón se trasladó a conferenciar con Pancho Villa, pero, tratando Obregón de atacar a las tropas Villistas por un lado y lograr una alianza por el otro, es descubierto por Villa quien manda a fusilarlo, pero Francisco R. Serrano y Raúl Madero evitan que Álvaro Obregón sea fusilado aceptando las condiciones de Villa y firman un acuerdo, logrando escapar a Chihuahua y, a medio camino de la huida obregonista, Villa recibe un telegrama de Venustiano Carranza en donde este rechaza el acuerdo haciendo que Villa persiga a Obregón sin lograr alcanzarlo, lo cual origina que rompa definitivamente con Carranza.

### Convención de Aguascalientes

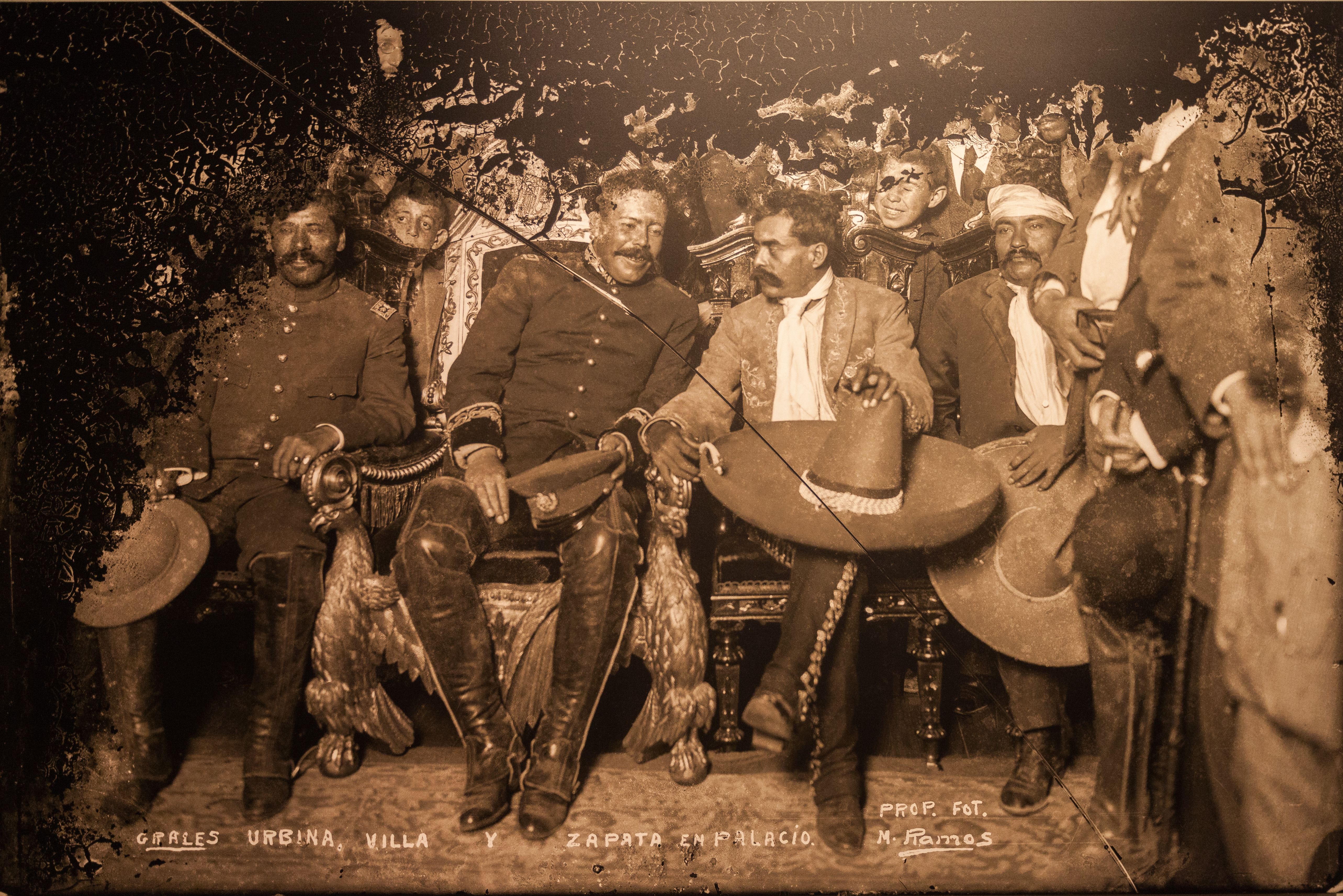
Pancho Villa y Emiliano Zapata.

En 1914, Venustiano Carranza citó a una convención de las fuerzas revolucionarias, para limar asperezas entre ellas, sin lograr su objetivo, pues Villa se fortaleció en la Convención de Aguascalientes. Como resultado, Venustiano Carranza y Obregón rompieron con la Convención. Villa tomó la Ciudad de México, a nombre del gobierno de la Convención, junto con su aliado Emiliano Zapata, en diciembre de 1914. Se instaló en la Convención en la Ciudad de México, y el día 10 se trasladó a Aguascalientes. Tuvo entonces lugar el Pacto de Xochimilco, en el que Pancho Villa aceptó el Plan de Ayala en lo relativo al problema de la tierra y en el que convenían llevar a la presidencia a un civil identificado con la Revolución. Villa y Zapata entraron juntos al Palacio Nacional con el presidente convencionista Eulalio Gutiérrez Ortiz y el momento fue plasmado en la famosa fotografía en la que Villa se sentó en la silla presidencial ante los fotógrafos. Aprovechando su estancia en la capital fue a rendir honores a la tumba de Francisco I. Madero en compañía de Raúl Madero, Rodolfo Fierro, Felipe Ángeles y José Isabel Robles, además de Emilio Madero y Sara Pérez Romero (viuda del presidente asesinado); durante este homenaje Villa lloró desconsoladamente.

### Lucha contra Venustiano Carranza y Álvaro Obregón

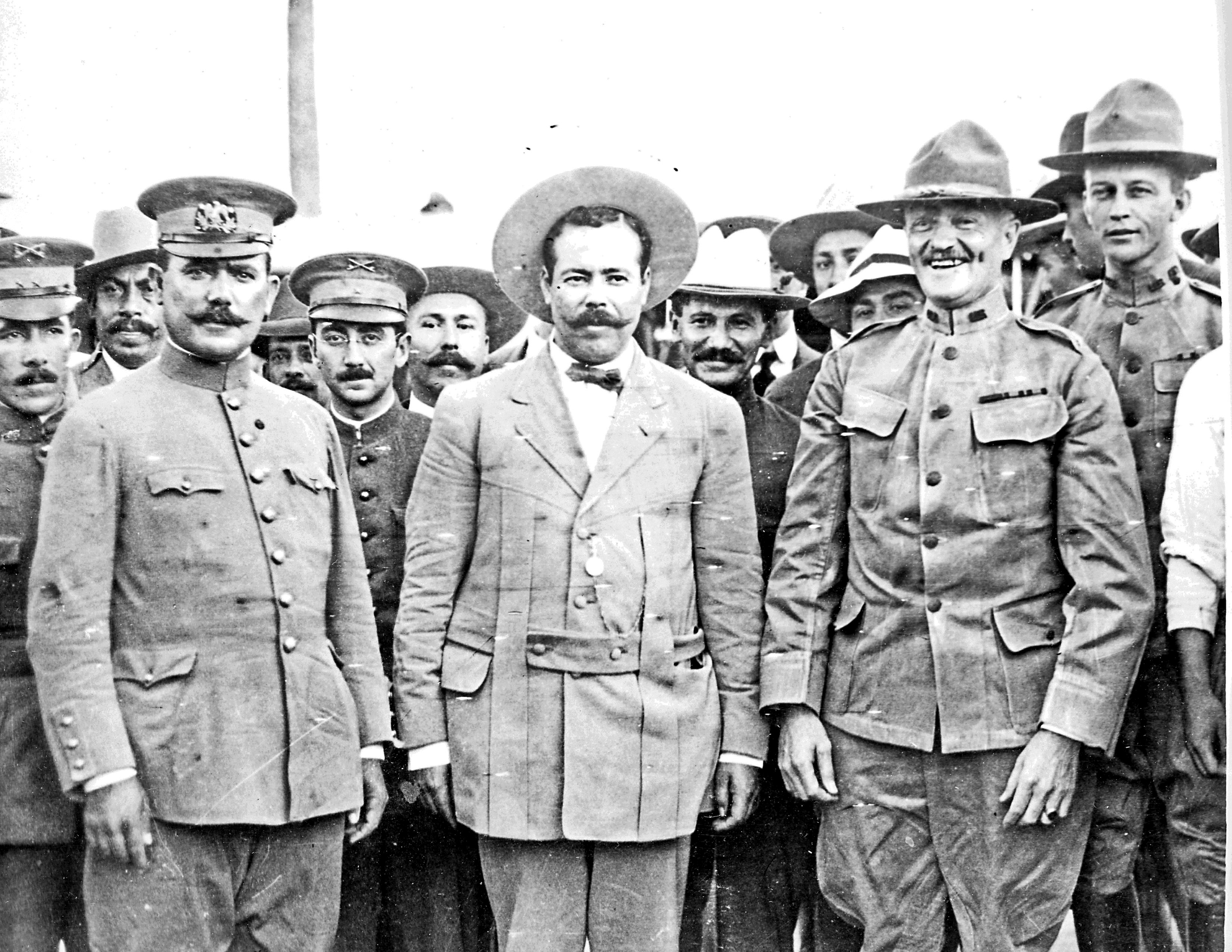
Obregón reunido con Francisco Villa y el General John J. Pershing

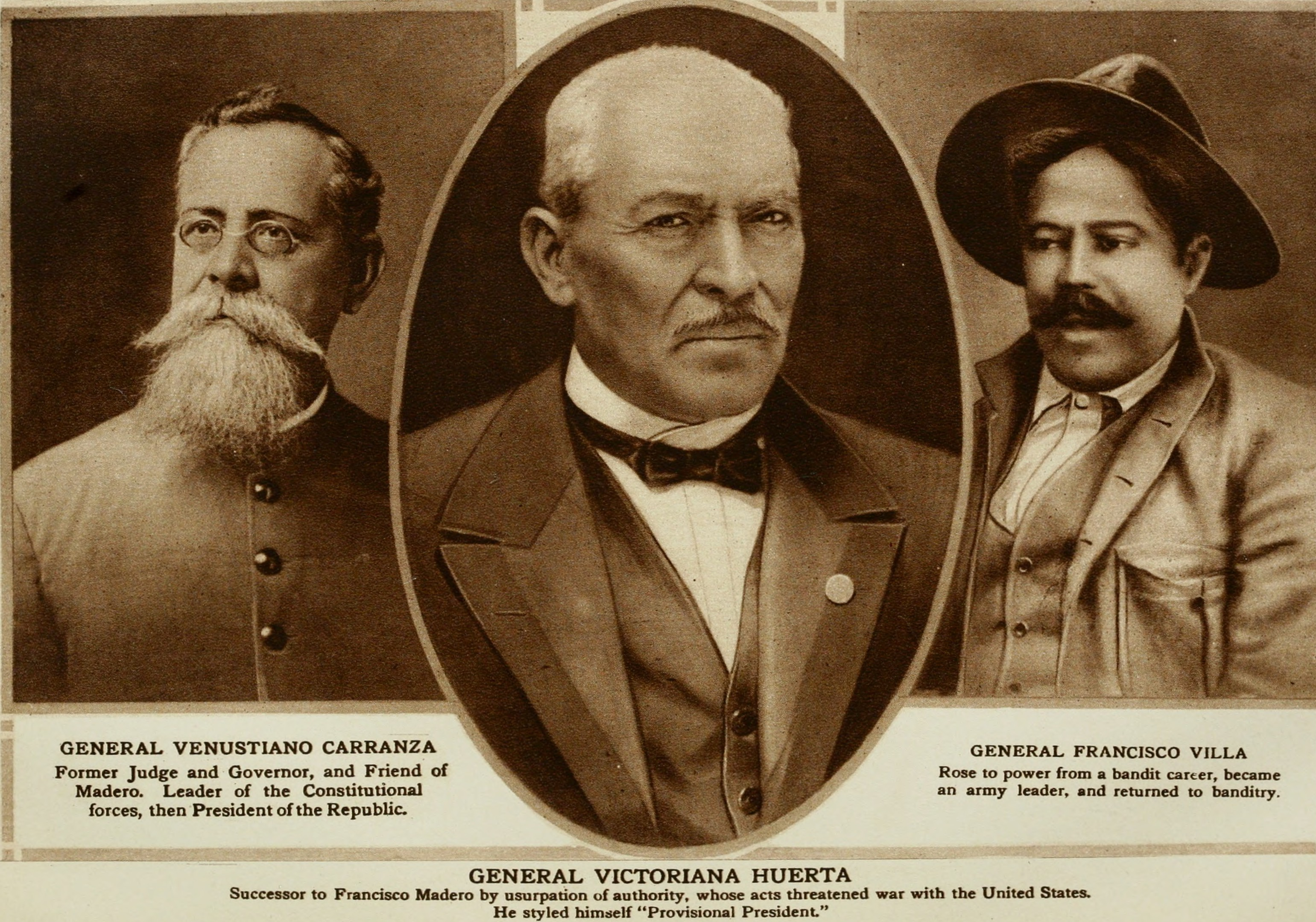
Propagando que muestra a Villa junto a Venustiano Carranza y el dictador Victoriano Huerta.

Carranza no se plegó a los dictados villistas de la Convención y huyó a Veracruz para encabezar desde allí su contraataque. Para ello tuvo de aliado al general Álvaro Obregón. Durante 1915 Villa fue derrotado por Álvaro Obregón y los constitucionalistas en la famosa batalla de Celaya, en la que Obregón a duras penas logró derrotar a la División del Norte en el Bajío. El poder de la caballería de Villa no fue efectivo para derrotar a las trincheras, las loberas (alambres de púas), la artillería y ametralladoras del ejército de Obregón. También tuvo mucho que ver el terreno que no era favorable para la caballería de la División del Norte y el hecho que a Villa se le vendió municiones defectuosas, el historiador Paco Ignacio Taibo II las llamó las "balas de palo". Luego de sufrir numerosas derrotas a manos de Plutarco Elías Calles y Jacinto B. Treviño, algunos de sus hombres desertaron o llegaron a traicionarlo, entre otras personalidades: Tomás Urbina, Rafael Buelna, Pánfilo Natera, Domingo Arrieta, Marcelino García Barragán y Pastor Rouaix. Después de haberse negado a recibir asilo en territorio estadounidense, europeo o japonés, peregrinó por el país acompañado de unos cuantos leales como Felipe Ángeles, Raúl Madero y Manuel Chao.
Villa perdería después la batalla de Trinidad, la batalla de León y la batalla de Aguascalientes en junio de 1915, por lo que tendría que replegarse otra vez hacia el norte del país.
Para fines de ese año decidió invadir el estado de Sonora; sin embargo, los constitucionalistas, mejor pertrechados, los repelieron, derrotándolo en Agua Prieta, bajo el mando de Plutarco Elías Calles y en El Alamito, comandados por el general Manuel Macario Diéguez.

### Invasión y batalla de Columbus

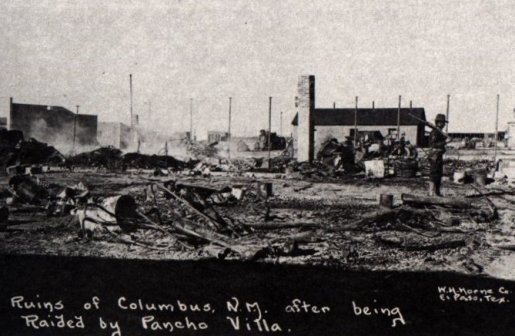
Columbus (Nuevo México, Estados Unidos) después de haber sido atacado por Villa.

Después de la derrota en Sonora, Pancho Villa se replegó a Chihuahua, desde donde fraguó un golpe militar que le serviría para atacar a Estados Unidos después de que este país optara por dar su apoyo a Venustiano Carranza y en especial contra Woodrow Wilson por el uso que hizo Obregón de faros gigantes, alimentados con energía eléctrica estadounidense, para repeler el ataque nocturno de las tropas villistas al pueblo fronterizo de Agua Prieta, Sonora el 1 de noviembre de 1915. En enero de 1916, un grupo de villistas al mando del general de órdenes Ramón Banda Quesada emboscaron un tren del México North Western Railway (Compañía del Ferrocarril Noroeste de México), cerca de Santa Isabel, Chihuahua, y masacró a 18 empleados estadounidenses de la compañía minera ASARCO.
Antes del amanecer del 9 de marzo de 1916, un grupo de aproximadamente 1500 hombres (el reporte oficial del ejército estadounidense mencionó entre «500-700 participantes») del ejército de Villa, al mando del general Ramón Banda Quesada, atacó el pueblo de Columbus (Nuevo México), como represalia al reconocimiento oficial del régimen carrancista por parte de Estados Unidos y en busca del comerciante Sam Ravel (proveedor que le vendió las municiones defectuosas o "balas de palo" que causarian muchas bajas de la División del Norte en Celaya). La invasión de Pancho Villa a Nuevo México fue la segunda invasión que tuvieron los Estados Unidos en su territorio desde la guerra anglo-estadounidense de 1812, ya que Juan Nepomuceno Cortina había invadido Brownsville en 1859.

### La expedición punitiva
Ante los hechos acontecidos en la batalla de Columbus, el presidente estadounidense Woodrow Wilson enviaría el 14 de marzo de 1916, tropas encabezadas por el general «Black Jack» Pershing (el mismo que comandaría las fuerzas estadounidenses en la Primera Guerra Mundial) a la captura de Villa.
La búsqueda de Villa llevaría a las tropas estadounidenses finalmente unos 600 km dentro de territorio mexicano, llegando hasta la ciudad de Parral, donde, después de un conflicto encabezado por la maestra Elisa Griensen y donde participaron los niños del pueblo, el ejército estadounidense habría de retroceder a sus campamentos ubicados al norte de México.
Durante once meses, los diez mil soldados de Pershing recorrieron los desiertos del inmenso estado de Chihuahua. Pershing persiguio a las fuerzas mexicanas que habían atacado a Columbus, pero Pancho Villa dispersó a sus soldados y desapareció en el extenso territorio mexicano burlando a sus perseguidores al mismo tiempo que se recuperaba de una herida sufrida en una batalla anterior, después del fracaso de las tropas estadounidenses, Villa reapareció y volvió a reunir a sus hombres.

### La vida de Villa en Canutillo

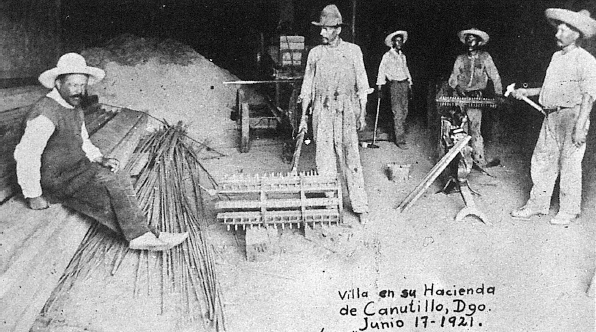
Francisco Villa en Canutillo.

Poco a poco Villa regresó a su actividad guerrillera y también fue sufriendo la escasez de armas. Así se mantuvo de 1917 a 1920, salvo un período de resurgimiento, cuando Felipe Ángeles volvió al país para luchar a su lado. Al ver que su enemigo Carranza había muerto, Pancho Villa ya no tenía razones para seguir luchando, Adolfo de la Huerta al asumir la presidencia interina del país como fruto del movimiento de Agua Prieta, gestionó la pacificación para que Villa dejara las armas. El 26 de junio de 1920 Villa firmó los convenios de Sabinas, en Sabinas Coahuila, obligándose a deponer las armas y a retirarse a la Hacienda de Canutillo (en Durango), que el gobierno le concedió en propiedad por sus servicios prestados a la revolución.
En unas semanas, Villa y sus trabajadores lograron convertir aquellas inmensas llanuras desoladas y desiertas de la hacienda en extensas plantaciones de cereales y posteriormente decidió establecer escuelas, pidiendo al Gobierno para sus planteles educativos, profesores normalistas. Se reconstruyeron el casco principal así como los establos y las bodegas, se instalaron líneas telefónicas por toda la hacienda, se levantó una oficina de correos y telégrafos, lo que más tenía feliz a Villa fue la construcción de una escuela primaria a la que se le bautizo con el nombre de Felipe Ángeles. Otorgó un buen pago a los profesores y priorizó la alimentación y ropa de los alumnos.
Los 300 niños que asistían a la escuela eran de Canutillo y de los ranchos y haciendas de los alrededores, por la noche la escuela funcionaba como nocturna para que los trabajadores de la hacienda aprendieran a leer y a escribir, para Villa la educación era lo más importante que se le podía dar a los niños y con la ayuda de su esposa Luz Corral formó una biblioteca que contaba con una magnífica colección de obras en las que figuraban libros de medicina, historia y obras literarias como por ejemplo: La Divina Comedia, Don Quijote de la Mancha, Los Girondinos, Historia de México, Historia de Grecia, Diccionario Enciclopédico, El Tesoro de la Juventud, Historia Natural, libros de Emilio Salgari, entre otros.

### Villa y los medios de comunicación

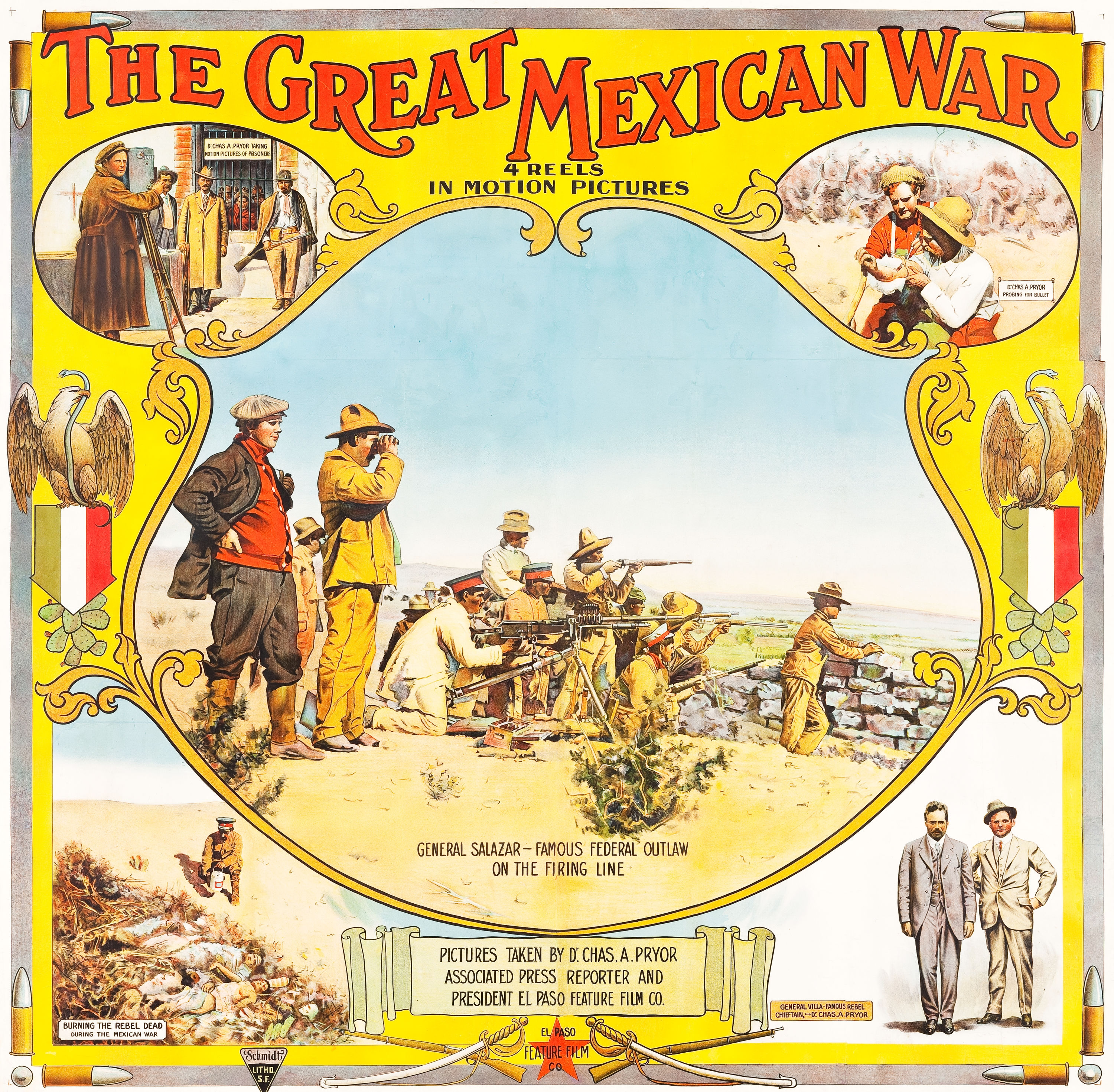
Cartel de la película La Gran Guerra Mexicana (1914 - El Paso Film Company) con el general José Inez Salazar y Pancho Villa.

Pancho Villa acostumbraba hacerse acompañar de periodistas y de intelectuales, como el escritor estadounidense John Reed y el propio Martín Luis Guzmán, autor de La sombra del caudillo, quien inclusive fungió como su secretario durante un tiempo.
Dio entrevistas constantemente, hizo un contrato con Hollywood para filmar sus batallas e incluso sus tropas recibieron uniformes nuevos para rodar algunas escenas con una mejor imagen.
Villa firmó su contrato con el Mutual Film Company de D. W. Griffith el 5 de enero de 1914. El representante era Harry E. Aitken quien distribuyó sus obras por los Estados Unidos. El propósito principal era revelar los planes para espantar el general Huerta afuera de México. The Life of General Villa se estrenó el 14 de mayo de 1914 en Nueva York. Fue un éxito pero la relación entre Villa y los Estados Unidos no duró por mucho tiempo porque el apoyo para el ejército de Villa fue apagado para el fin de 1914.
Después de la pacificación con Adolfo de la Huerta, Villa volvería a despertar la atención mundial y de todos los medios de comunicación donde publicaban artículos de la vida de Villa en la hacienda de Canutillo. Fue tanta la atención que una empresa cinematográfica norteamericana buscó el permiso de Villa para hacer una película basada en los episodios más sobresalientes de su vida, Villa aceptó bajo la condición de que el dinero de la película se utilizara para crear una escuela de agricultura en Santa Rosalía y además pidió que la escuela no llevara ni su nombre ni de ningún otro, simplemente tenía que llamarse “escuela de agricultura”. En palabras de Luz Corral, la película no se hizo debido a que el entonces presidente Álvaro Obregón hizo todo para que dicha película nunca se filmara, pero en cambio se filmaron otras películas basadas supuestamente en la vida de Villa donde la mayoría se le atacaba o se contaban mentiras sobre él.

### Asesinato de Villa

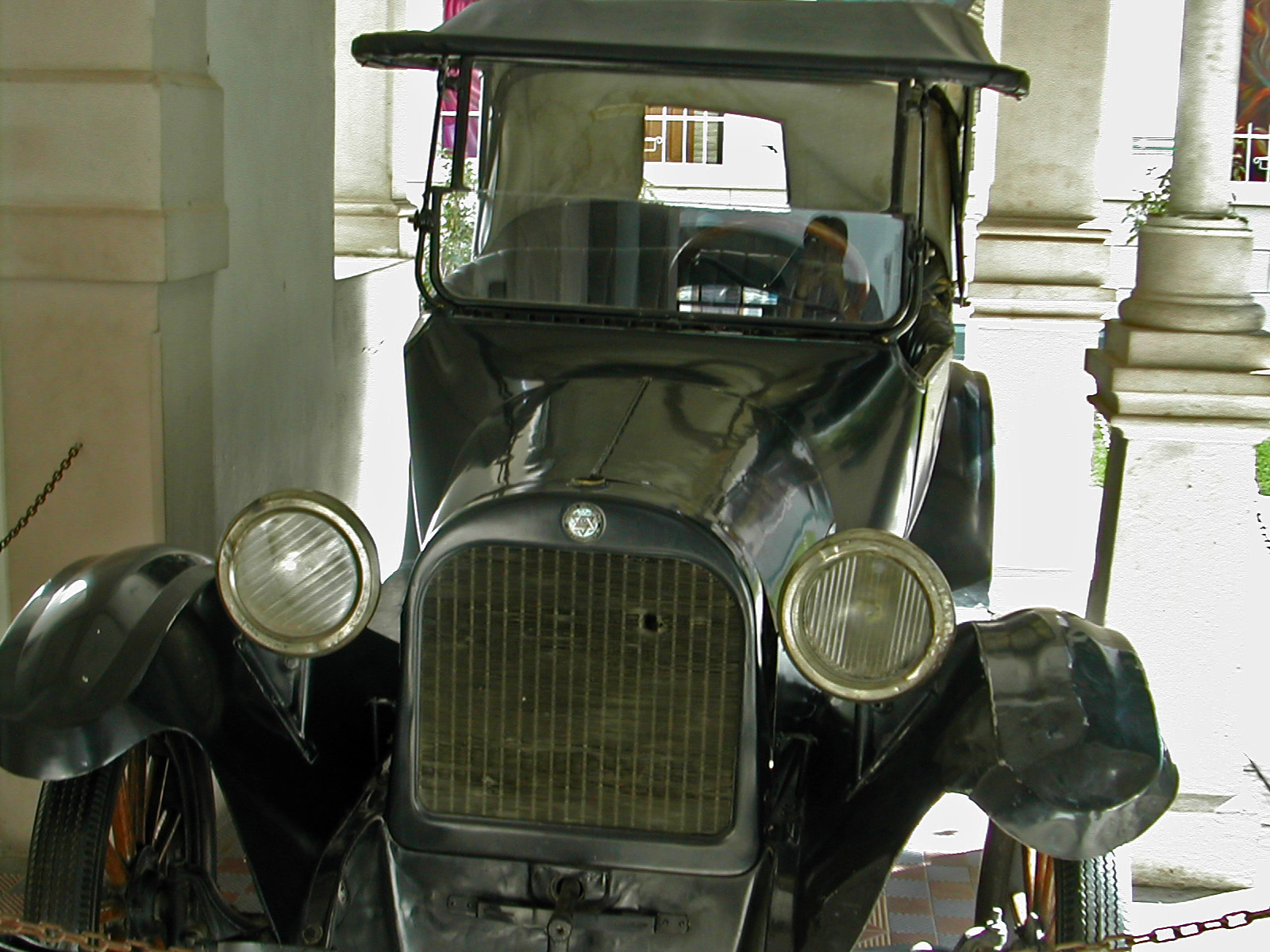
Automóvil donde fue asesinado Pancho Villa. Museo Histórico de la Revolución, en Chihuahua.

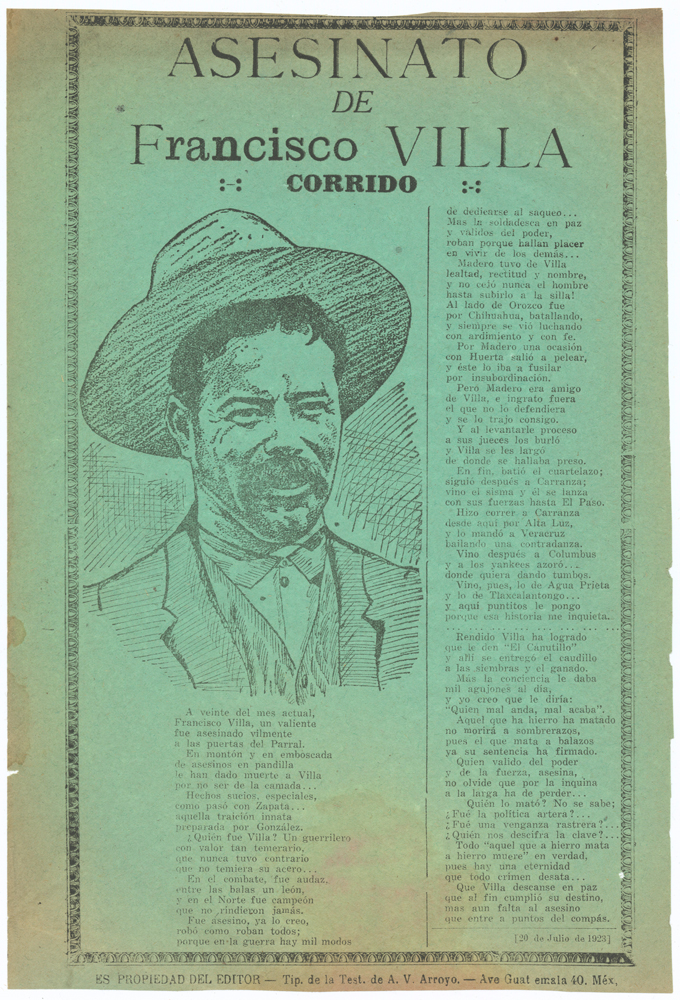
Corrido.

Álvaro Obregón llegó a la presidencia de México y cuando hubo consolidado su posición, toleró o abiertamente promovió algunos planes para asesinar a Pancho Villa. Durante la Rebelión delahuertista ―que pretendía impedir la imposición del general Plutarco Elías Calles―, ante el temor de que Pancho Villa nuevamente se levantara en armas, se decide matarlo. 
El general Calles contactó con el coronel Lara para asesinar a Villa; le ofreció cincuenta mil pesos/oro y el ascenso al grado de general. No se duda de que intervinieron elementos estadounidenses en la eliminación de Villa. Dos de los asesinos materiales de Villa fueron los exvillistas Jesús Salas Barraza y José Sáenz Pardo, quienes habían sido gente del asesinado Tomás Urbina. Pancho Villa fue emboscado y asesinado la tarde del 20 de julio de 1923, cuando se dirigía a una fiesta familiar en Parral, Chihuahua.
Jesús Salas Barraza, legislador estatal de Durango, es la otra figura central asociada con la muerte de Villa. Barraza se atribuyó toda la responsabilidad por la muerte de Villa,  aunque se cree que el asesinato ocurrió como resultado de una conspiración bien planeada que involucró a Barraza y Lozoya, pero muy probablemente iniciada por el general Plutarco Elías Calles y el general Joaquín Amaro (con al menos aprobación tácita del entonces presidente de México, el general Álvaro Obregón). Después de declarar la responsabilidad, Barraza reclamó a él y a los co-conspiradores, incluidos Sáenz Pardo, Melitón Lozoya y Félix Lara, que había observado los recorridos diarios en automóvil de Villa y le había pagado al vendedor en el lugar del asesinato de Villa para que gritara "¡Viva Villa!" una vez si Villa estaba sentado en la parte delantera del auto, o dos veces si estaba en la parte trasera. También se ha comentado que el asesinato fue debido a unas declaraciones que dio Villa en una entrevista que le hizo el periodista Regino Hernández en Canutillo y que fue publicada del 12 al 18 de junio de 1922.
Villa salió ese día 20 de julio de 1923 a las 8 de la mañana de la hacienda del Canutillo, Durango con destino a Parral, Chihuahua a una fiesta familiar. Le dijo a su chófer que él iba a conducir, tomando el asiento del conductor y subiendo al automóvil Dodge, la guardia que lo protegía y acompañaba. Avanzando por la Calle Benito Juárez, una vialidad recta de una extensión de entre 400 y 500 metros llegando hasta la curva con la calle Gabino Barreda en donde Villa, que iba manejando, bajó la velocidad del auto debido a la curva y a un gran charco de agua y lodo, momento que fue aprovechado por los asesinos, armados con rifles M-40, M-50 además de pistolas calibres 44 y 45 así como calibre 50, saliendo de la casa que se encontraba enfrente de la curva, acribillando a los pasajeros del automóvil. El general Pancho Villa recibió 16 disparos.
Su cadáver fue decapitado en 1926. En esta profanación y ultraje intervinieron ayudantes locales y el estadounidense Emil Lewis Holmdahl, pagado por el rey de la prensa estadounidense, William Randolph Hearst, quien desembolsó cinco mil dólares por la cabeza de Villa, trocada en dantesco trofeo. En 1966 por decreto presidencial de Gustavo Díaz Ordaz, su nombre fue inscrito en letras de oro en el muro de honor de la Cámara de Diputados de la calle de Donceles, en la Ciudad de México. A finales de 1976 por decreto del presidente Luis Echeverría, sus restos fueron trasladados al Monumento a la Revolución, donde también estaban depositados los restos de Francisco I. Madero y Venustiano Carranza.
Después del asesinato de Pancho Villa, corría esta versión por el pueblo: ¿Quién mató a Pancho Villa? y la respuesta era: ¡CALLESe! ¡CALLESe! ¡CALLESe!

### Villa y las mujeres

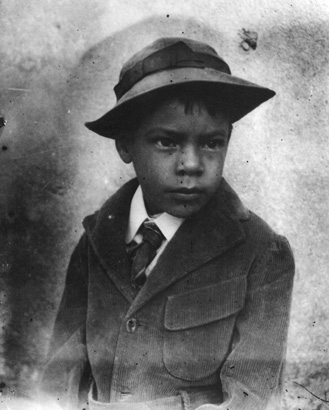
«Agustín Villa, hijo de Pancho Villa y Asunción Villaescusa, en la infancia.

No se sabe a ciencia cierta cuántas esposas tuvo, sin embargo, se dice que se casó legalmente unas setenta y cinco veces. Después de su muerte, pocas mujeres reclamaron ser sus legítimas esposas:[cita requerida]
1. Acencion Mercado, tuvieron un hijo llamado Gorgonio Villa Mercado 
2.Paula Alamillo, se casaron en Torreón y tuvieron una hija llamada Evangelina.
3. María Barraza, se casaron en Parral y tuvieron un hijo llamado Miguel, que fue adoptado por otra de sus esposas, la señora Soledad Seáñez, por lo que se llamó Miguel Villa Seáñez.
4. María Isabel Campa, se casaron en Durango y tuvieron una hija llamada Ramoncita.
5. Esther Cardona, también se casó con ella en Torreón y tuvieron dos hijos gemelos que fallecieron poco tiempo después de nacer.
6. Francisca Carrillo de Matamoros, se casaron en Coahuila y tuvieron un hijo.
7. Manuela Casas, se casaron en Parral, Chihuahua y tuvo un hijo con ella.

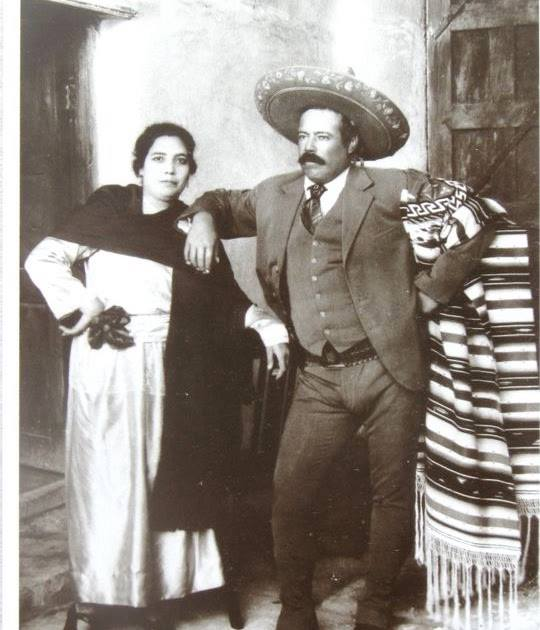
Villa y su esposa Austreberta Rentería en su hacienda en 1923, unos meses antes de su asesinato.

8. Luz Corral, es la única que se casó con Villa por la Iglesia y por el civil en San Andrés, Chihuahua, el 24 de octubre de 1911, tuvieron una hija, Luz Elena, que murió antes de cumplir dos años.
9. Petra Espinoza, se casaron en Santa Bárbara, Chihuahua, tuvieron una hija que se llamó Micaela.
10. Guadalupe Coss se casó con Villa en el rancho Santigo, tuvieron un hijo llamado Octavio.
11. María Hernández, se casaron en Parral en 1920 y tuvieron un hijo.
12. Librada Peña contrajo matrimonio en Santa Bárbara, Chihuahua y tuvieron una hija a la cual llamaron Celia Villa.
13. Austreberta Rentería, se casó con Villa en 1921 y tuvieron dos hijos, Francisco e Hipólito.
14. María Reyes, contrajo matrimonio con el general en Rosario, Durango y tuvieron un hijo llamado Samuel.
15. Soledad Seáñez Holguín, se casaron en Valle de Allende, Chihuahua el día primero de mayo de 1919 y tuvieron dos hijos.
16. Juana Torres contrajo matrimonio con Villa en Torreón y tuvieron una hija llamada Juana María.
17. Cristina Vázquez se casó con él en Santa Bárbara, Chihuahua, tuvieron un hijo.
18. Asunción Villaescusa, hermosa dama de Durango, se casó y tuvieron un hijo.
19. Guadalupe Peral.
20. María Leocadia.
21. Guadalupe Balderrama, tuvieron un hijo.
22. María Arreola, tuvieron una hija.
23. Margarita Núñez, tuvieron un hijo.
24. María Izaac se casó con Villa en Rosario, Durango.

En 1946, el Congreso mexicano reconoció a Soledad Seáñez Holguín ―con quien Villa se casó en 1919― como la legítima esposa de Villa.
No obstante, otros medios (entre ellos la presidencia de México) apuntan a que también lo fueron Luz Corral, Manuela Casas y Austreberta Rentería.

## Leyenda negra

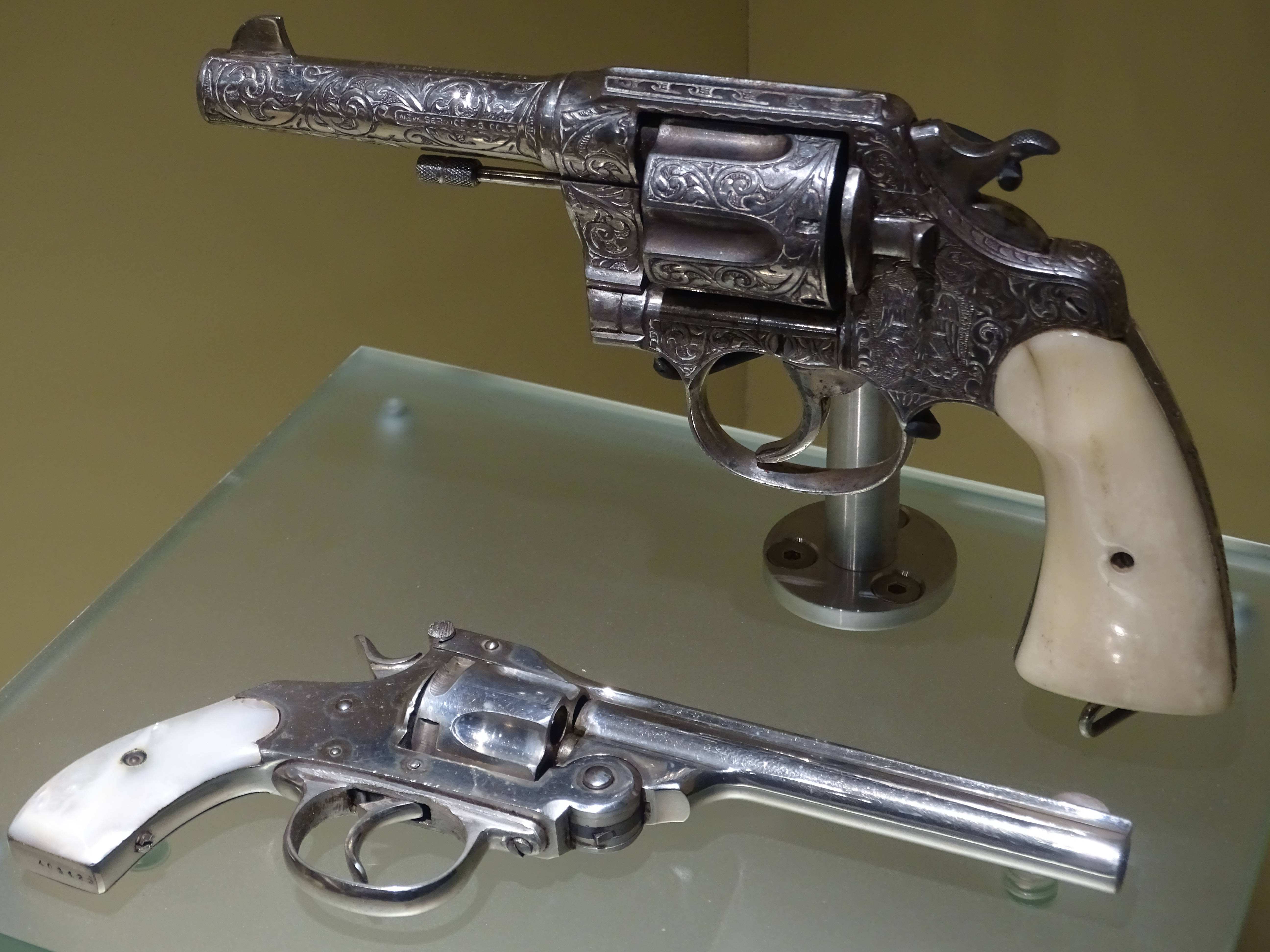
Revólveres de Francisco 'Pancho' Villa - Museo Francisco Villa - Durango - México

Desde tiempos de la revolución mexicana, hasta en nuestros días, autores antivillistas han presentado informes falsos, manipulados, tendenciosos, sesgados, hechos fabricados, exagerados y/o descontextualizados con la intención de crear una imagen distorsionada y singularmente inhumana de Pancho Villa al mismo tiempo que minimizan, niegan y ocultan sus contribuciones positivas. Según Friedrich Katz estos mitos "contaminan muchos de los miles de artículos y memorias escritas en torno a Villa." La figura del general Villa fue revestida de un carácter místico, mismo que llevó a una ampliación de las cifras de fusilamientos y asesinatos ordenados por él o sus soldados, la modificación de anécdotas, al igual que se han alterado e inventado muchos de los hechos violentos que llegaron a manejarse en el imaginario colectivo.
Además de Katz, otros historiadores han comentado que esta leyenda negra ha acompañado al personaje, donde sus enemigos lo presentaron como un asesino despiadado, atribuyéndole crímenes que él no cometió como la famosa matanza de chinos en Torreón además de que se llegaron a contar historias falsas para acrecentar su “leyenda negra” ya que hubo casos de bandoleros que no formaban parte de la revolución y cometían fechorías, mismas que después se los atribuían a Villa como por ejemplo José Inés Chávez García quien era un bandido que cometió crímenes haciéndose pasar por villista. Es sabido que Pancho Villa y Emiliano Zapata son figuras históricas que han sido denostadas, calumniadas por la prensa de la época y hasta han querido borrarlos de la historia de México. El mismo Venustiano Carranza llegó a utilizar a la prensa con el objetivo de construirle una imagen negativa a Pancho Villa.
Su figura ha sido cuestionada por algunos escritores antivillistas quienes han recurrido a la modificación de testimonios y anécdotas para inventar y alterar los hechos como la matanza de San Pedro de la Cueva (el 2 de diciembre de 1915), donde Villa supuestamente mandó fusilar al sacerdote Avelino Flores y a 90 campesinos, y que este pueblo recuerda con un pequeño monumento y una conmemoración anual. Uno de los motivos de este triste suceso y que los autores antivillistas siempre omiten al contar los hechos se debió a que los pobladores atacaron y dispararon a los villistas, matando a 16 soldados y a un familiar de Villa, esto provocaría el enojo de los villistas y como represalia se ordenó fusilar a los responsables. El mismo Francisco I. Madero llegó a decir que toda la población de Chihuahua sabía que Villa nunca robó ni mató a ninguna persona "sino cuando tuvo que acudir a la legítima defensa".
También se ha comentado sobre el caso de la supuesta violación tumultuosa en Namiquipa, en 1917. Namiquipa es un pueblo que está en la zona montañosa de la Sierra Madre Occidental en el estado de Chihuahua. Ahí, supuestamente se dice que Villa "ordenó" a sus hombres que metieran a todas las mujeres a un corral y las violaran. Este relato se puede encontrar en el segundo volumen del libro de Frederich Katz “Pancho Villa”, en el texto de Ana Alonso "A Thread of Blood", en Spent Cartridges of Revolution de Daniel Nugent. Katz en una entrevista menciona este relato como “uno de los actos más discutidos de Villa” dando a entender que no hay confirmación de su autenticidad. Es por todos conocidos que Francisco Villa era estricto con sus hombres, no permitía que hubiera saqueos, abusos, borracheras y aplicaba la pena capital a los soldados que rompían las reglas.
En su investigación Paco Ignacio Taibo II cuenta en el libro "Pancho Villa: una biografia narrativa" que Villa fue hacia Namiquipa para "dar una lección a un pueblo que había pensado le era fiel" para capturar a José María Espinoza, quien había delatado a los estadounidenses un entierro de 600 rifles que tenía Villa escondidos en una cueva cercana al pueblo. La actitud de Villa se transmitió a sus subordinados y a "los más salvajes", Carmen Delgado y Baudelio Uribe quienes ordenaron que se concentraran las mujeres en una casa e incendiaron otras casas vacías. Con el argumento de que “Villa no dio esas órdenes”, algunos miembros de la escolta, encabezados por Nicolás Fernández y Elías Acosta, intentaron impedir males mayores. Villa ordenó que soltaran a las mujeres y encargó su custodia al coronel Belisario Ruiz para que no hubiera ninguna violación, posteriormente detuvo a Carmen y Baudelio por los desmanes cometidos. Y como menciona Taibo II  "Luego los autores de la leyenda negra villista dirán que esas mujeres fueron incendiadas vivas".

## En la cultura popular

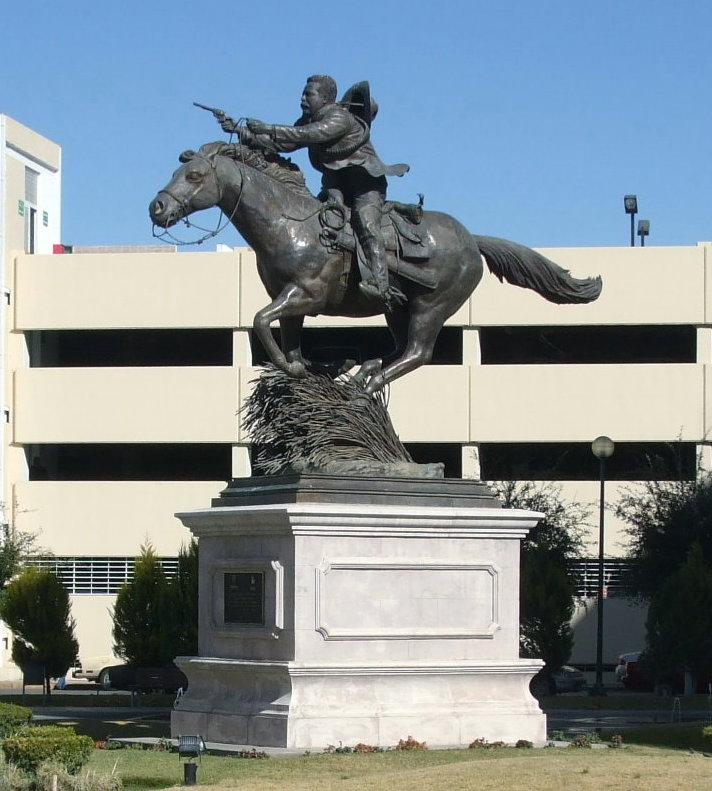
Estatua de bronce de Villa en la ciudad de Chihuahua.

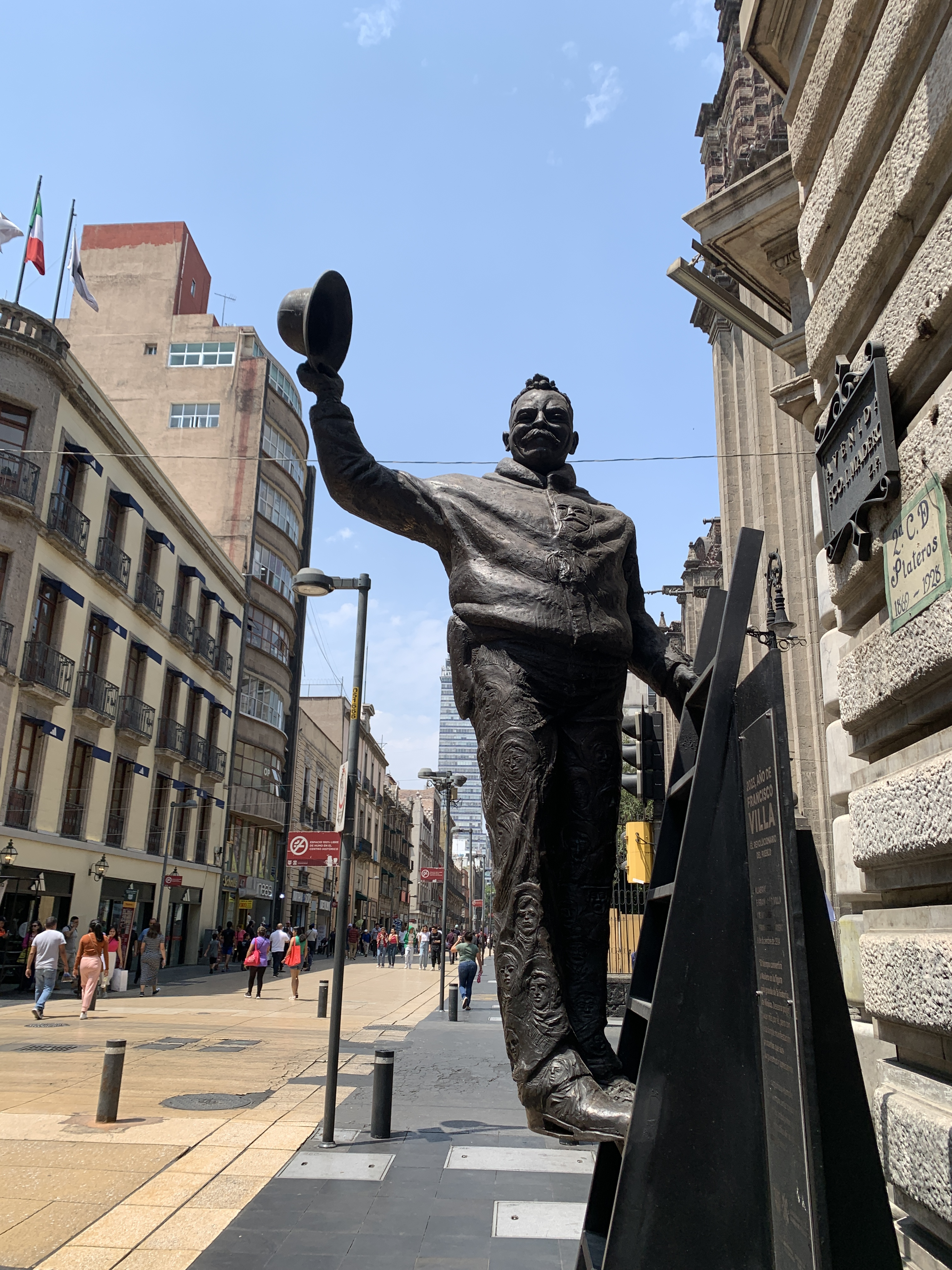
Escultura Pancho Villa en calle madero Ciudad de México

- Investigadores de la Universidad Nacional Autónoma de México (UNAM) en el 2017 descubrieron una nueva especie de pez de agua dulce, originaria del estado de Oaxaca, que fue nombrada en honor a Pancho Villa: Thorichthys panchovillai.[83]
- En la ciudad de Durango el Estadio Francisco Villa lleva su nombre.[84]
- En la ciudad de Ciudad de Zacatecas el Estadio Francisco Villa llevó su nombre de 1986 a 2018.[85]
- En 1970, Víctor Jara publicó en su álbum Canto libre el «Corrido de Pancho Villa».[86]
- En 1972, el cantante Bob Dylan visitó Durango y se inspiro para escribir «Romance in Durango» canción que fue incluida en su álbum Desire de 1975 donde hace mención a Pancho Villa When they rode with Villa into Torreon (Cuando cabalgaron con Villa a Torreón).[87]
- En 1972, se hizo la película El desafío de Pancho Villa de Eugenio Martín Márquez, en la que Telly Savalas interpreta de forma muy libre al protagonista Pancho Villa.
- En 1977, el poeta irlandés Paul Muldoon, en su obra Mules, comienza con el poema «Lunch with Pancho Villa» (Almuerzo con Pancho Villa).[88]
- En 1987, el grupo francés Magazine 60 publicó una canción llamada «Pancho Villa».[89]
- En 1992, el compositor y cantante de Rock mexicano Jaime López incluyó la canción «Doroteo» en su álbum Oficio Sin Beneficio donde hace alusión a Pancho Villa.

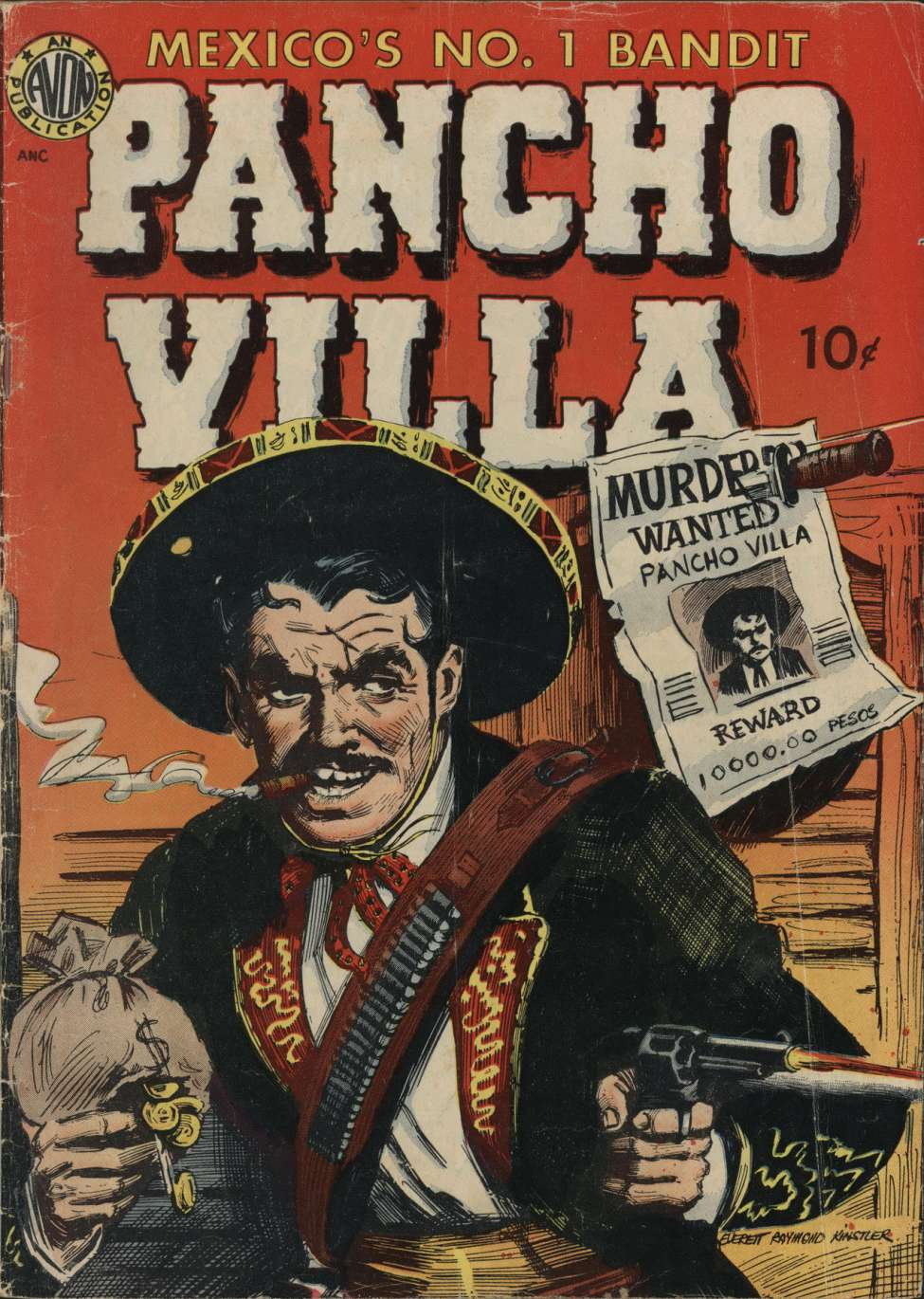
Portada de un cómic sobre Pancho Villa.

- En la película de acción y ciencia ficción de 1993 Demolition Man dirigida por Marco Brambilla y protagonizada por Sylvester Stallone, Wesley Snipes se hace una referencia a “Pancho Villa” cuando el protagonista (John Spartan, interpretado por Stallone) le dice a su compañero ¿Te has dado un golpe en la cabeza y te crees Pancho Villa?
- Steve Earle  hace una referencia a “Pancho Villa”en su álbum Train a comin (ASIN B000002NAV) acerca de dos hombres del estado de Georgia que van a México para unirse al ejército de Pancho Villa.
- En 2003, se estrenó "And Starring Pancho Villa as Himself" una película dramática biográfica del género western estadounidense hecha para televisión. Fue dirigida por Bruce Beresford, escrita por Larry Gelbart y protagonizada por el actor español Antonio Banderas en el papel de Pancho Villa.[90]
- Kid Frost lanzó al mercado una canción llamada «Pancho Villa» junto a Mellow Man Ace.
- En 2004, en la canción de Thalía - Acción y reacción y la frase dice: "Pancho Villa a la frontera...".
- En 2011, el grupo mexicano de Heavy Metal Drakonia publicó en su álbum Resiste el tema «El Centauro del Norte».
- En 2015, el grupo francés Iron Bastards en su disco Boogie Woogie Violence publicó una canción llamada «Pancho Villa».
- En un episodio de la serie de televisión Las aventuras del joven Indiana Jones, Indiana Jones se involucra con Pancho Villa y la Revolución Mexicana, lo cual es señalado en la película de 2008, Indiana Jones y el reino de la calavera de cristal.
- En la serie animada Los Simpson en el episodio 18 temporada 28 estrenado en 2017 para América Latina se hace una referencia a la cabeza de “Pancho Villa”.
- En la Ciudad de México se encuentra la Avenida División del Norte. En ella está la Estación División del Norte del Metro de la Ciudad de México y la estación del mismo nombre del Metrobús de la Ciudad de México.
- En el Tren Ligero de Guadalajara se encuentra la estación División del Norte.
- En 1971 existió un grupo de rock mexicano llamado La División del Norte.
- En 2000, la banda Brujería incluyó en su álbum Brujerizmo la canción «División del Norte», dedicada a dicha división y a Pancho Villa.
- En 2020, la banda canadiense de Black Metal, Vital Spirit, dio conocer su sencillo titulado Centaur, inspirado en la figura de Pancho Villa.[91]
- La banda de Death-Folk Metal Melódico, Aztlán, en su disco Revolución lanzado el 20 de noviembre de 2021, incluye temas relacionados a la Revolución Mexicana, uno de ellos inspirado en Francisco Villa, llamado Centauro del Norte.[92]
- En 2023 se lanzó una serie biográfica sobre su vida llamada Pancho Villa: El Centauro del Norte, dónde es interpretado por el actor Jorge A. Jiménez y es lanzada por la plataforma de streaming Star+.
- En la segunda temporada de la serie mexicana La Reina Del Sur se menciona al personaje “Zurdo Villa” como nieto de Pancho Villa, sin embargo esto es solo ficción.

## Batallas y acciones militares de Pancho Villa

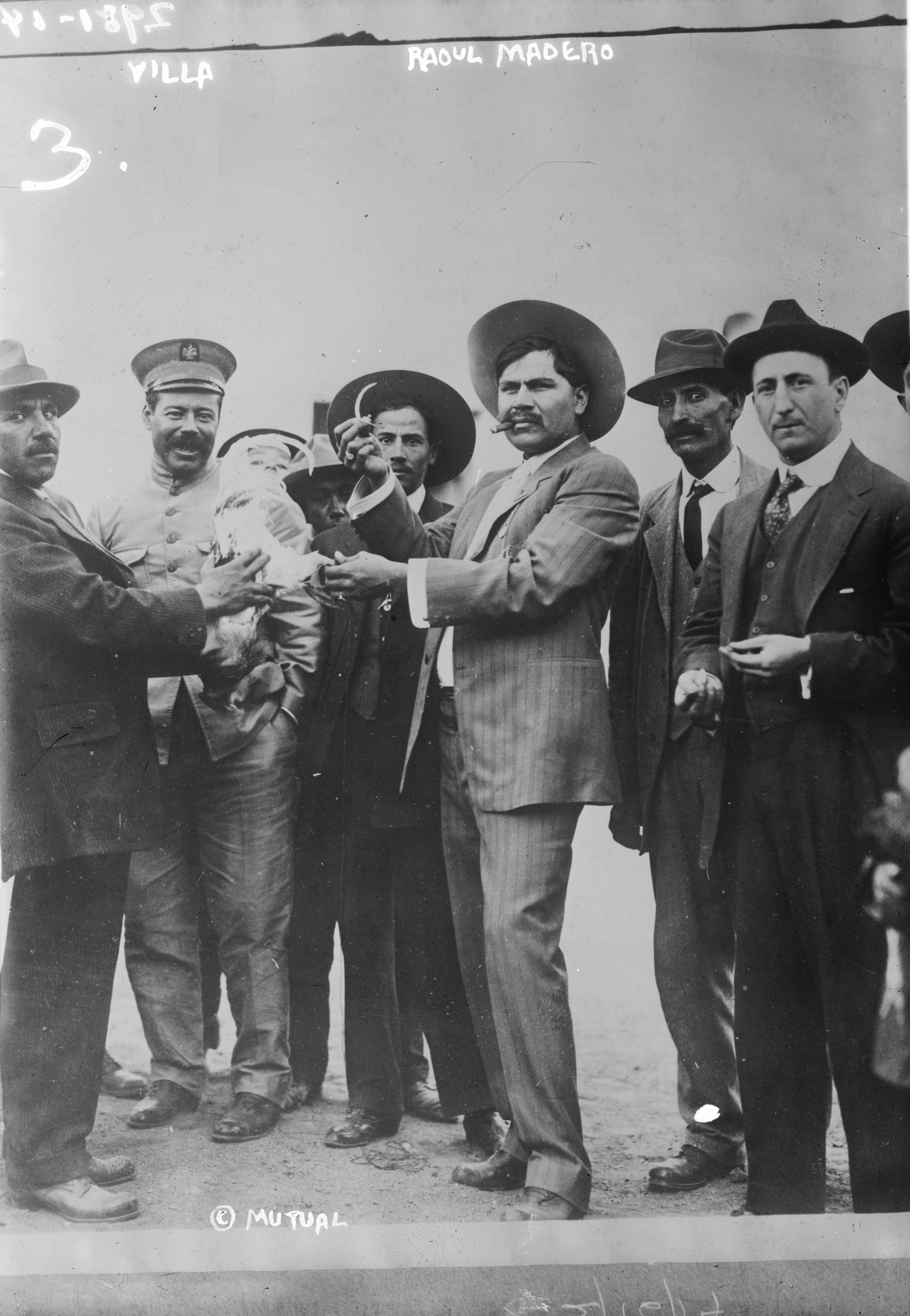
Francisco Villa y Raúl Madero. Junto con asociados villistas

La serie de victorias de Villa desde el comienzo de la Revolución Mexicana fue fundamental para la caída del dictador Porfirio Díaz, el triunfo de Francisco Madero y la derrota del usurpador Victoriano Huerta. A pesar de que sufrió algunas derrotas el general Villa siguió peleando y Carranza nunca pudo derrotarlo de forma definitiva. Sus acciones lo convirtieron en una figura heroica para muchos mexicanos y extranjeros. Sus acciones militares incluyeron:
| Batalla                              | Año  | Resultado |
| ------------------------------------ | ---- | --------- |
| Batalla de San Andrés                | 1910 | Victoria  |
| Batalla de Santa Isabel              | 1910 | Victoria  |
| Primera batalla de Ciudad Juárez     | 1911 | Victoria  |
| Segunda batalla de Ciudad Juárez     | 1913 | Victoria  |
| Batalla de Tierra Blanca             | 1913 | Victoria  |
| Batalla de Chihuahua                 | 1913 | Victoria  |
| Batalla de Ojinaga                   | 1914 | Victoria  |
| Primera batalla de Torreón           | 1914 | Victoria  |
| Segunda batalla de Torreón           | 1914 | Victoria  |
| Batalla de San Pedro de las Colonias | 1914 | Victoria  |
| Batalla de Paredón                   | 1914 | Victoria  |
| Batalla de Lerdo                     | 1914 | Victoria  |
| Batalla de Gómez Palacio             | 1914 | Victoria  |
| Batalla de Saltillo                  | 1914 | Victoria  |
| Batalla de Zacatecas                 | 1914 | Victoria  |
| Batalla de Sayula                    | 1915 | Victoria  |
| Batalla de Celaya                    | 1915 | Derrota   |
| Batalla de Trinidad                  | 1915 | Derrota   |
| Batalla de Agua Prieta               | 1915 | Derrota   |
| Batalla de Columbus                  | 1916 | Victoria  |
| Batalla de San Isidro                | 1916 | Victoria  |
| Batalla de Guerrero                  | 1916 | Victoria  |
| Batalla de Chihuahua                 | 1916 | Victoria  |
| Tercera batalla de Torreón           | 1916 | Victoria  |
| Batalla de Parral                    | 1918 | Victoria  |
| Tercera batalla de Ciudad Juárez     | 1919 | Derrota   |
| Asedio de Durango                    | 1919 | Derrota   |

## Distinciones

### Condecoraciones
- Medalla al valor por artillería (1914).

### Honores
- En su honor, se le puso su nombre a una brigada del ejército maoísta chino y a un batallón en Dien Bien Fu.[93][94]
- En su honor, se le puso su nombre a un contingente mexicano que peleó en las filas de las Brigadas Internacionales contra Franco, en España.[95][96]
- En su honor, museos, escuelas, calles y colonias en México llevan su nombre.
- En su honor, se han levantado estatuas en varias partes de México e inclusive una en Tucson, Arizona.
- En su honor, existe un parque con su nombre en Columbus, Nuevo México.
- En 1966 su nombre fue inscrito en letras de oro en el muro de honor de la Cámara de Diputados en la Ciudad de México.[97]
- El Gobierno de México, en su honor, declaró el año 2023 como el Año de Francisco Villa por su legado e importancia en el desarrollo de la Revolución mexicana. Dicha declaración se realizó en el centenario de su muerte.[98]